# Crédit agricole assurances
Crédit agricole assurances est un bancassureur créé en 2009, regroupant l'ensemble des activités assurantielles du Crédit agricole. La société réalise environ 80% de son chiffre d'affaires en France où elle occupe le rang de premier assureur national par le montant des primes émises.
À travers ses filiales, la société gère une large gamme de produits d'assurance (notamment en assurance-vie, épargne retraite, assurance dommages, assurance emprunteur, prévoyance et santé) distribuée dans huit pays. Sa clientèle se compose de particuliers, de professionnels, d'agriculteurs et d'entreprises. Elle tire la majeure partie de ses revenus de la gestion de contrats d'assurance-vie pour les épargnants du Crédit agricole et du LCL.
Crédit agricole assurances est membre de la Fédération française de l'assurance et du Groupement français des bancassureurs,. Depuis le 1er janvier 2024, la société est dirigée par Nicolas Denis. 

## Histoire
L'activité de bancassurance au sein du groupe Crédit agricole débute en 1986 avec l'assurance-vie et la création de la société Predica,. Quelques années plus tard, le groupe Crédit agricole se développe également sur un nouveau segment, celui de l'assurance de biens, et crée en 1990 la compagnie Pacifica spécialisée dans l'assurance dommages.
En 2004, deux ex-entités du Crédit lyonnais, qui vient de se rapprocher du groupe Crédit agricole, rejoignent Predica : La Médicale de France, spécialisée dans l'assurance des professionnels de santé, et UAF, structure spécialisée dans l'assurance-vie distribuée par des conseillers en gestion de patrimoine,.
En 2006, un « pôle assurance » est constitué au sein du Crédit agricole afin de regrouper les différentes activités d'assurance, qui constituent dès lors le « deuxième métier » du groupe après le crédit. Au sein de ce pôle est créée en 2008 la filiale Crédit Agricole Creditor Insurance (Caci) pour gérer les contrats d'assurance emprunteur. L'ensemble de ces activités est alors fédéré au sein d'une filiale unique spécialisée dans les métiers assurantiels du Crédit agricole.
Crédit agricole assurances naît ainsi officiellement en 2009 et regroupe les filiales Predica (assurance-vie), Pacifica (assurance dommages) et Caci (assurance emprunteur) ainsi que des filiales à l'étranger. Pour accompagner sa constitution, Crédit agricole assurances donne naissance le 1er janvier 2010 à « Crédit agricole assurances gestion, informatique et services » (Caagis), plateforme informatique pour la gestion des contrats d'assurance.
Toujours en 2010, Crédit agricole assurances acquiert deux filiales du groupe April : Axeria Vie (compagnie d'assurance-vie réservée aux conseillers en gestion de patrimoine, banquiers privés et courtiers) et April Patrimoine (plateforme réservée aux conseillers en gestion de patrimoine). En 2011, Axeria Vie est renommée « Spirica » et April Patrimoine est renommée « LifeSide Patrimoine ». En janvier 2015, UAF Patrimoine et LifeSide Patrimoine se rapprochent pour créer UAF Life Patrimoine, plateforme détenue à parts égales par Predica et Spirica.
Crédit agricole assurances devient le premier assureur de France par le montant des primes émises à partir de 2017,. La société est également le premier assureur-vie de France devant CNP Assurances depuis 2018.
En janvier 2022, après sa prise de participation à hauteur de 50% dans Europ Assistance France en 2021, Crédit agricole assurances et ses filiales confient l'intégralité de leurs activités d'assistance en France à cet assisteur, qui devient ainsi partenaire des assureurs du groupe Crédit agricole dans l'Hexagone (Predica, Pacifica, La Médicale, CAMCA).
En 2022-2023, un accord de partenariat est également signé entre Crédit agricole et le groupe bancaire italien Banco BPM, amenant Crédit agricole assurances à acquérir 65% du capital de « Vera Assicurazioni », « Banco BPM Assicurazioni » et « Vera Protezione », filiales d'assurance de Banco BPM,. Cet accord s'accompagne d'un partenariat de 20 ans entre les deux entités, amenant la banque italienne à distribuer les produits d'assurance dommage, d'assurance santé et d'assurance emprunteur de Crédit agricole assurances dans ses 1 500 agences en Italie.

## Activités
Crédit agricole assurances divise ses activités assurantielles en trois métiers : « épargne et retraite », « assurance dommages » et « prévoyance, emprunteur et assurances collectives ».

### Epargne et retraite
Le pôle « épargne » recouvre la gestion de contrats d'assurance-vie. La clientèle, composée de particuliers, est principalement amenée par le réseau bancaire des caisses régionales du Crédit agricole et du LCL, mais également par des conseillers indépendants. En 2023, les métiers d'épargne et d'assurance-vie ont généré environ 80% des revenus de Crédit agricole assurances.
Dans le domaine de la retraite, la société est active dans la gestion de plans d'épargne retraite, qui peuvent entrer dans le cadre de solutions d'épargne salariale. Depuis 2016, Crédit agricole assurances bénéficie dans ce domaine d'un partenariat avec Amundi, filiale du Crédit agricole spécialisée dans la gestion d'actifs et l'épargne salariale. À la suite de l'entrée en vigueur de la loi Pacte en 2019, Crédit agricole assurances a fait évoluer son offre en lançant de nouveaux plans d'épargne retraite (PER) notamment gérés par Predica en partenariat avec Amundi,.
Dans le cadre de la gestion des sommes déposées par la clientèle sur leurs contrats d'assurance-vie et d'épargne retraite, Crédit agricole assurances publie chaque année le niveau de ses encours sous gestion, qui atteignaient 330 milliards d'euros fin 2023 (dont 28,9% en « unités de compte »). Dans le cadre de la gestion des contrats en assurance-vie de Predica et Spirica, Crédit agricole assurances réalise régulièrement des investissements dans les domaines de l'immobilier et des infrastructures, de manière à pouvoir rémunérer les contrats d'assurance-vie de ses clients tout en finançant l'économie sur l'ensemble du territoire français.

### Assurance dommages
Dans le domaine de l'assurance dommage, Crédit agricole assurances propose notamment à travers sa filiale Pacifica des contrats d'assurance automobile et d'assurance habitation à une clientèle qui se compose à la fois de particuliers et de professionnels,. L'activité recouvre également la protection des biens et récoltes agricoles, les problématiques de protection juridique ou encore l'assurance responsabilité civile et l'assurance corporelle (accidents de la vie), ainsi que l'assurance santé.

### Prévoyance, emprunteur, assurance collective
Dans le domaine de la prévoyance, le groupe propose des offres d'assurance qui s'adressent notamment aux entreprises, quelle que soit leur taille : PME, ETI ou grands comptes. Ces contrats permettent de protéger les salariés et leur famille en cas d'accident grave, de perte d'autonomie ou de décès. La société est également leader sur le segment de la prévoyance individuelle en France, avec des offres s'adressant directement aux particuliers (assurance dépendance, garantie obsèques par exemple).
Dans le domaine de l'assurance emprunteur, dont l'activité est gérée par les filiales Predica et Caci, le groupe est présent sur l'assurance de prêt liée au crédit immobilier et au crédit à la consommation. Ces assurances permettent notamment aux emprunteurs et à leur famille de bénéficier d'une prise en charge du remboursement de leur prêt en cas d'accident grave, de perte d'autonomie, ou de perte d'emploi.
Enfin, l'activité d'assurance collective est lancée par la société en 2015 : tout comme les contrats de prévoyance, les contrats d'assurance collective s'adressent aux entreprises pour protéger leurs salariés, en particulier dans le domaine de la complémentaire santé.

## Engagements

### Responsabilité sociale et environnementale
Dans le cadre de sa politique d'investissement (gestion des contrats d'assurance-vie et de l'épargne-retraite), Crédit agricole assurances s'engage en 2010 à respecter des critères environnementaux, sociaux et de gouvernance (critères ESG) en signant les principes pour l'investissement responsable (PRI) des Nations Unies. Depuis cette date, la société adopte ainsi une approche d'investissement responsable dans le choix des projets qu'elle finance. Pour soutenir la transition énergétique, elle investit par exemple dans les infrastructures éoliennes aux côtés de GDF Suez en 2013, puis s'associe en 2015 à Quadran pour créer Quadrica, société spécialisée à la production d'énergie éolienne. Dans cette même logique, Crédit agricole assurances acquiert en 2020, aux côtés d'AXA Investment Managers, la société European Locomotive Leasing, active dans le domaine des locomotives électriques. L'année suivante, la société investit aux côtés d'Engie dans Eolia Renovables, l'un des principaux producteurs indépendants d'énergie renouvelable en Espagne. En 2022, elle prend également une participation dans le plus grand fonds mondial consacré à l'hydrogène décarboné géré par Hy24 et participe à l'acquisition de 50% du parc éolien offshore « Hornsea 2 » d'Ørsted en s'associant à AXA IM Alts.
Enfin, dans le cadre de sa politique RSE, Crédit agricole assurances soutient la protection des forêts françaises : l'initiative, lancée en collaboration avec Reforest'Action, permet la plantation de 1,8 million d'arbres entre 2019 et 2022,.

### Lobbying
Pour l'année 2023, Crédit agricole assurances déclare à la Haute Autorité pour la transparence de la vie publique exercer des activités de lobbying en France pour un montant compris entre 200 000 euros et 300 000 euros.

## Filiales et partenariats

### En France
En France, outre ses liens directs avec le réseau bancaire des 39 caisses régionales du Crédit agricole et du réseau bancaire du LCL, Crédit agricole assurances bénéficie de partenariats de distribution intragroupe avec plusieurs filiales du Crédit agricole : Crédit Agricole Consumer Finance, Crédit Agricole Leasing & Factoring, Indosuez Wealth Management et BforBank. Hors réseau bancaire, les offres assurantielles du groupe sont également distribuées par des conseillers en gestion de patrimoine, notamment via la plateforme UAF Life Patrimoine.
La couverture des professionnels de santé était quant à elle distribuée via la filiale La Médicale, active dans les domaines de la responsabilité civile professionnelle, la couverture des frais de soins, ou encore l'assurance des biens professionnels et personnels. La Médicale a été cédée à Generali le 1er juillet 2022 : l'opération s'est accompagnée de la cession à Generali, par Predica, du portefeuille de garanties décès commercialisé par La Médicale,. Cette opération répondait à la volonté de Crédit agricole assurances de se focaliser sur le développement de son modèle de bancassurance.

### À l'étranger
À l'étranger, les offres de Crédit agricole assurances sont distribuées dans sept pays : en Italie, en Espagne, au Portugal, au Luxembourg, en Irlande, en Pologne et au Japon.
Le groupe est particulièrement présent en Italie (deuxième marché de la société après la France) à travers ses filiales Crédit Agricole Vita (assurance-vie et assurance de personnes) et Crédit Agricole Assicurazioni (assurance non-vie), dont les offres sont distribuées à travers le réseau bancaire de Cariparma et par la société de crédit à la consommation Agos, toutes deux filiales du Crédit agricole,. La société a lancé en 2019 un partenariat de distribution avec la banque Credito Valtellinese (CreVal) dans les domaines de l'assurance-vie et de la prévoyance, avant que CreVal devienne une filiale de Crédit Agricole Italia en 2021,. Depuis 2023, Crédit agricole assurances détient également en Italie les sociétés Vera Assicurazioni (assurance non-vie), Vera Protezione (assurance prévoyance et emprunteur) et Banco BPM Assicurazioni (assurance non-vie).
En Pologne, l'offre assurantielle est distribuée par la filiale locale du Crédit Agricole (Crédit Agricole Bank Polska), qui propose à la fois des contrats d'assurance-vie, des contrats d'assurance emprunteur et des contrats d'assurance dommages.
Au Luxembourg, Crédit agricole assurances dispose d'une filiale, Crédit Agricole Life Insurance Europe (CALI Europe), spécialisée en assurance-vie.
Au Japon, Crédit agricole assurances dispose d'une filiale (CA Life Japan) travaillant avec des banques locales pour leur proposer des produits d'épargne et d'assurance emprunteur,. La filiale bénéficie notamment de partenariats avec The Bank of Tokyo-Mitsubishi UFJ, Shizuoka Bank, Yamagata Bank, Resona Holdings, Sony Bank ou encore Norinchukin depuis 2023,.
En Espagne, depuis 2019, le groupe détient 50% de la société Abanca Generales de Seguros y Reaseguros S.A. en coentreprise avec le groupe bancaire espagnol Abanca,. La société est spécialisée sur le segment de l'assurance-dommages en Espagne et au Portugal.
Au Portugal, Crédit agricole assurances détient 75% de la société GNB Seguros, spécialisée dans l'assurance automobile, l'assurance habitation et l'assurance santé. L'offre assurantielle du groupe est distribuée dans le pays à travers le réseau bancaire de Novo Banco et de la société de crédit à la consommation Credibom, filiale du Crédit agricole.

## Données financières
En 2023, le chiffre d'affaires de Crédit agricole assurances s'est élevé à 37,2 milliards d'euros, dont 13% provenait de l'international,. Le résultat net (part du groupe) s'est quant à lui élevé à 1,76 milliard d'euros. En 2023, Crédit agricole assurances contribuait ainsi à plus de 20% des résultats de l'ensemble du groupe Crédit agricole. Son ratio de solvabilité, calculé selon les modalités de la réglementation Solvabilité II, s'établissait à 215% fin 2023.
| Années                        | 2012 | 2013 | 2014 | 2015 | 2016 | 2017 | 2018 | 2019 | 2020 | 2021 | 2022 | 2023 |
| ----------------------------- | ---- | ---- | ---- | ---- | ---- | ---- | ---- | ---- | ---- | ---- | ---- | ---- |
| Chiffre d'affaires            | 22,6 | 25,7 | 29,4 | 30,4 | 30,8 | 30,4 | 33,5 | 37,0 | 29,4 | 36,5 | 35,3 | 37,2 |
| Résultat net (part du groupe) | 0,75 | 1,00 | 0,99 | 1,04 | 1,37 | 1,35 | 1,33 | 1,52 | 1,23 | 1,53 | 1,76 | 1,76 |